# Maurus Knappek
Maurus Knappek OSB (* 11. Mai 1890 in Hermesdorf; † 16. April 1968 in Wien) war ein Ordenspriester der Benediktiner, Religionslehrer, Prior im Schottenstift Wien und der 49. Abt des Stiftes Altenburg.

## Leben
Knappek, der auf den Namen Ernst getauft wurde, trat nach Absolvierung des Gymnasiums am 14. September 1909 in das Schottenstift ein und nahm den Ordensnamen Maurus an. Nach dem Noviziat studierte er an der Katholisch-theologischen Fakultät der Universität Wien und beendete das Studium 1914 als Abs. theol. Am 15. Juli 1914 empfing er die Priesterweihe.
Einige Jahre lang übte Knappek die Funktion eines Seelsorgers als Kaplan in den Pfarren Bruck an der Leitha, Pulkau und Wien–Gumpendorf aus, ehe er Funktionen im Schottenstift übernahm. Dort war er Religionsprofessor am Schottengymnasium, Novizenmeister, 1932 Stiftskämmerer und ab 1933 Prior.
Der damalige Abt von Stift Altenburg, Ambros Minarz, war entschiedener Nazi-Gegner, der sich unter anderem weigerte, die Hakenkreuzfahne zu hissen und der daher „aus taktischen Gründen“ ersetzt werden sollte. So wurde am 10. September 1940 Maurus Knappek zum Administrator von Stift Altenburg ernannt. Knappek konnte aber nicht verhindern, dass das Stift am 29. Juli 1941 aufgehoben wurde und so kehrte er ins Schottenstift zurück und übernahm die Pfarre Wien-Stammersdorf bis 1945.
Während des Zweiten Weltkrieges waren im Stift Altenburg ein Umsiedelungslager für Ostflüchtlinge und ein Lazarett untergebracht und nach Kriegsende diente es einige Zeit lang der Roten Armee als Kaserne. Im Februar 1946 wurde das Stift restituiert und nach der Rückkehr der Mönche im September 1947 wurde Maurus Knappek am 21. November 1947 zum 49. Abt von Stift Altenburg gewählt. Seine wichtigste Aufgabe nach der Amtseinführung war es, die Renovierung des völlig verwüsteten und geplünderten Stiftes in die Wege zu leiten und es wieder in ein Kloster umzuwandeln.
Knappek führte 1961 das Sängerknabeninstitut wieder ein, das zuvor zumindest bis ins 19. Jahrhundert existiert hatte, und erwarb sich Verdienste um die Erhaltung des Stiftes als besonderes Barockjuwel in Österreich. Die Mittel dafür brachte er teilweise durch zwei Ausstellungen auf: „Barocke Kunst aus Waldviertler Klöstern“ im Jahre 1956 und „Paul Troger und die österreichische Barockkunst“ im Jahre 1963.
Wegen seiner schweren Erkrankung an Diabetes mellitus erhielt er 1966 in der Person von Ambros Griebling, seinem späteren Nachfolger als Abt, einen Abt-Koadjutor.

## Auszeichnungen
- Ehrenkreuz für Wissenschaft und Kunst I. Klasse[4]